# (358) Apollonia
Pour les articles homonymes, voir Apollonie.
(358) Apollonia est un astéroïde de la ceinture principale découvert par Auguste Charlois le 8 mars 1893.
L'astéroïde est nommé d’après l'ancienne ville d'Apollonia d'Illyrie dans l'actuelle Albanie. 